# Гай Фонтей Капітон (консул 67 року)
Гай Фонтей Капітон (? — 68) — політичний та військовий діяч Римської імперії, консул 67 року.

## Життєпис
Походив з роду нобілів Фонтеїв. Син Гая Фонтея Капітона, сенатора та консула 59 року. Про молоді роки мало відомостей. По смерті батька отримав звання сенатора.
У 67 році його було обрано консулом разом з Луцієм Юлієм Руфом. Свої обов'язки виконував до березня, коли передав свої функції консулам-суффектам.
У 68 році був призначений імператорським легатом—пропретором до римської провінції Нижня Германія. На цій посаді придушив повстання вождя батавів Клавдія Павла, а іншого вождя — Цивіліса  захопив у полон та відправив до Риму.
По смерті Нерона готував змову з метою захоплення влади, втім цьому завадили військові легати на чолі із Фабієм Валентом, які стратили Капітона. Ці дії схвалив новий імператор Гальба, спрямувавши новим намісником Авла Вітеллія.